# Interféromètre atmosphérique de sondage dans l'infrarouge

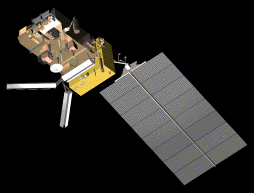
MetOp, plateforme d'accueil de l'instrument IASI.

L’Interféromètre atmosphérique de sondage dans l'infrarouge (IASI) est un capteur interférométrique ultrasensible conçu par le Centre national d'études spatiales (CNES), en collaboration avec EUMETSAT, et placé sur les satellites météorologiques européens MetOp, dont les modèles A, B et C ont été lancés en 2006, 2012 et 2018 respectivement. Grâce à un interféromètre de Michelson utilisé comme spectromètre à transformée de Fourier, il décompose la lumière infrarouge (3,7–15,5 µm) émise par l'atmosphère terrestre en 8461 canaux, contre 2107 pour AIRS, l'instrument américain sur le satellite Aqua de même génération, et 20 seulement pour les meilleurs instruments précédents. Deux fois plus précis que les sondeurs américains en service, il est de fait un étalon pour corriger les mesures des autres satellites météorologiques.

## Utilisation
Depuis une orbite polaire à 800 km d'altitude, IASI observe deux fois par jour la totalité de l'atmosphère terrestre et fournit des profils de températures avec une précision de 1 °C et d'humidité avec une précision de 10 % pour une couche de 1 km d'épaisseur, qui sont utilisés par les centres de prévisions météorologiques et pour l'étude climatologiques.
Ses objectifs scientifiques sont également de surveiller dans la colonne d'air et pour toute la planète la répartition de plusieurs gaz : 
- l'ozone dans l'atmosphère ;
- le taux des deux principaux gaz à effet de serre (quantitativement parlant) : dioxyde de carbone et méthane ;
- l'ammoniac[2], (NH3), gaz acidifiant et puissant eutrophisant[3],[4],[5], qui contribue aussi au réchauffement[6], et qui est source de particules fines PM2.5 (dangereuses car pénétrant profondément les voies respiratoires), diminuant l’espérance de vie humaine[7].

Il peut aussi évaluer le niveau de pollution atmosphérique notamment en période de canicule.

## Constructeur
IASI, réalisé par Alcatel Space dans l'établissement de Cannes, était en novembre 2007 l'instrument infrarouge le plus précis dans l'espace.